# György Györffy
György Györffy (26 settembre 1917 – 19 dicembre 2000) è stato uno storico ungherese e membro dell'Accademia ungherese delle scienze (MTA).

## Biografia
Györffy nacque a Szucság (Suceagu, oggi parte di Baciu, in Romania), in Ungheria, ed era il figlio dell'etnografo István Györffy e di Anna Papp. Terminò gli studi secondari presso l'istituto St. István nel 1935. Tra il 1935 e il 1939 frequentò l'Università Peter Pázmány (oggi Università Loránd Eötvös) assieme allo storico Sándor Domanovszky, a Elemér Mályusz e al linguista e turcologo Gyula Németh.
Verso la fine di questo periodo si prese un anno sabbatico e ne approfittò per esplorare il Mar Baltico, la Finlandia e la Lapponia. Quando ricevette la notizia dello scoppio della seconda guerra mondiale, fece ritorno in Ungheria, giungendovi nell'ottobre del 1939. Nel giugno 1940, con la sua tesi Besenyők és magyarok ("Peceneghi e Ungari"), conseguì il dottorato in storia culturale ungherese. Dal settembre 1940 alla fine del 1941 lavorò nella biblioteca universitaria come tirocinante. Dal 1942 fu tirocinante presso il Dipartimento di ricerca storica dell'Istituto scientifico Pál Teleki, dove in seguito divenne docente. Dal 1945 al 1949 risultò a capo del Dipartimento di Etnologia dell'Istituto.
Alla fine del 1951 ricevette un'offerta per il ruolo di professore ordinario all'Università di Debrecen, ma la rifiutò a causa della grave situazione politica dell'Ungheria in quel periodo.
Presso il Dipartimento di Storia dell'Accademia Ungherese delle Scienze (MTA) divenne dapprima cultore della materia e tenne poi alcuni corsi semestrali. Nel 1987 ha iniziato a ricorre a un computer nel tentativo di semplificare il processo di pubblicazione dei suoi testi. Egli se ne servì per esempio per realizzare la bozza di Pozsony (Bratislava), un lavoro rimasto incompiuto.
Nel 1988 andò in pensione e divenne un membro emerito dell'accademia scientifica nazionale magiara. Morì a Budapest nel 2000 all'età di 83 anni.

## Studi
Le opere di Györffy si concentrano essenzialmente sulla storia ungherese e, più nello specifico, sulla migrazione degli Ungari dall'Asia Centrale all'Ungheria, sulla dinastia degli Arpadi, sui Magiari Orientali, e sulla topografia e la toponimia di insediamenti urbani. I suoi lavori nell'ambito della linguistica gli sono valsi l'accesso all'Accademia ungherese delle scienze. Alcune delle sue pubblicazioni sono uscite sulla rivista dell'Accademia Magyar Nyelv ("Lingua ungherese").
Nel 1957 introdusse le teorie che in seguito sarebbero state alla base del suo lavoro principale, Az Árpád-kori Magyarország történeti földrajza ("Storia della geografia ungherese durante la dinastia degli Arpadi"). In quest'opera egli ha ricostruito i toponimi delle regioni geografiche ungheresi, i toponimi di insediamenti, dei fiumi, delle colline, delle foreste e così via, oltre a dedicarsi all'analisi di un gran numero di nomi propri, riportandoli nelle loro forme grafiche originali. Il lavoro risulta particolarmente minuzioso, poiché ricostruisce persino la differente origine dei nomi degli alberi nelle regioni di confine e di altri elementi paesaggistici.

## Riconoscimenti personali
- 1952 - Kandidátus di Scienze storiche.
- 1969 - Dottore in Scienze Storiche con la tesi A magyar várostörténet kezdetei és Budapest kialakulása. ("L'antica storia delle città ungheresi e l'evoluzione di Budapest").
- 1988 - Premio Herder
- 1990 - Membro associato dell'Accademia ungherese delle scienze
- 1991 - Membro dell'Accademia ungherese delle scienze
- 1992 - Premio Széchenyi
- 1997 - Il suo lavoro entra a far parte del Magyar Örökség ("Patrimonio ungherese").

## Opere
Tutte le opere sono state realizzate in lingua ungherese, di cui viene riportata la traduzione in italiano tra parentesi.
- Tanulmányok a magyar állam eredetéről. A nemzetségtől a vármegyéig, a törzstől az országig. Kurszán és Kurszán vára [Studi sull'Evoluzione Storica dell'Ungheria. Dagli Albori ai Comitati, dai Clan alla Nazione. Il Capotribù Kurszán e il suo Castello], 1959, Budapest.
- Az Árpád-kori Magyarország történeti földrajza [Storia della Geografia Ungherese Durante la Dinastia degli Arpadi], I-IV, Budapest, 1963-1998.
- Napkelet felfedezése. Julianus, Plano Carpini és Rubruk útijelentései [Alla Scoperta del Lontano Est. I Resoconti di Frate Giuliano, Pian del Carpine e Rubruk], Budapest, 1965.
- A magyarok elődeiről és a honfoglalásról. Kortársak és krónikások híradásai [Gli Antenati Ungari e la Grande Migrazione. Resoconti dei Contemporanei e dei Cronisti], 2, ampliata, Budapest, 1975.
- Julianus barát és Napkelet fölfedezése [Frate Giuliano e l'Esplorazione del Lontano Oriente], Budapest, 1986.
- Anonymus. Rejtély avagy történeti forrás? [Anonimo. Un Mistero o una Fonte Storica?], Budapest, Selected studies, 1988.
- A magyarság keleti elemei [Gli Ungheresi Orientali], Budapest, 1990.
- Krónikáink és a magyar őstörténet. Régi kérdések - új válaszok [Cronisti e Storia Ungherese. Antiche Domande - Nuove Risposte], Budapest, 1993.
- Pest-Buda kialakulása. Budapest története a honfoglalástól az Árpád-kor végi székvárossá emelkedéséig [Evolution of Pest and Buda. History of Budapest from the Great Migration until the End of the Árpád Dynasty], Budapest, 1997.
- István király és műve [Re Stefano e il suo operato], 3, ampliata e rivista, Budapest, 2000.